# Русич (ладья)
Ладья «Ру́сич» — парусно-гребное судно (с дополнительным мотором), скопировано с плавательных средств, которыми пользовались варяги и древние славяне в X—XII веках.
Ладья «Русич» была построена по заказу российских путешественников братьев-близнецов Александра и Сергея Синельников в 2006 году в Петрозаводске, на верфи «Варяг», специализирующейся на проектировании и постройке деревянных судов различного назначения.

## История
Современное слово «лодка» произошло именно от слова «лодья» (значение — «маленькая лодья»). Ладья широко использовалась в Киевской Руси. Варяги и древние славяне на подобных судах совершали свои военные походы на Византию.
Первоначально ладьи строились из выдолбленных крупных стволов дуба или липы, на которые наращивали доски для увеличения высоты борта. Такие ладьи назывались «набойными». В дальнейшем стали строить «дощатые ладьи» — корпус судна полностью делали из досок.
Длина ладей составляла от 12 до 24 м, ширина до 5 м. Водоизмещение ладьи составляло от 4 до 16 тонн. Грузоподъёмность до 2 тонн. Ладья имела и вёсла, и парус. Парусное вооружение таких ладей составляли две-три мачты. На них поднимались прямые паруса. Ладья была самым простым из боевых кораблей того времени.
При строительстве ладьи не применялись железные гвозди и скобы. Части корпуса скреплялись друг с другом с помощью пеньковых веревок и деревянных шипов.

## Характеристики судна
Основные тактико-технические характеристики ладьи «Русич»:
- Длина корпуса наибольшая — 15 м;
- Ширина корпуса наибольшая — 4,1 м;
- Высота борта от нижней кромки киля — 1,5 м;
- Высота борта от шпунта — 1,3 м;
- Осадка по полному грузу — 1 м;
- Водоизмещение по полному грузу — 11 т;
- Площадь парусности — 48 м²;
- Мощность двигателя — 71 л.с.;
- Запас топлива — 390 л;
- Скорость под двигателем — 8 узл.;
- Количество спальных мест — 14 человек команды.

Судно построено по индивидуальному проекту с использованием требований Регистра СССР по постройке деревянных моторных катеров и ботов 1943 г. «Технические условия на постройку морских деревянных судов».

## Экспедиция братьев Синельников
Впервые ладью «Русич» братья Синельники испытали в экспедиции «Из варяг — в персы — 2006». Ладья проделала 5500 км по Великому Волжскому пути и Каспийскому морю от Петрозаводска до Махачкалы, а потом до Тольятти и Астрахани. Команда единомышленников в составе 18 человек была объединена единой целью — совершить исторический поход по пути князя Святослава Игоревича и дойти до границ Древней Персии. Одним из условий экспедиции было то, что все современные средства цивилизации члены дружины должны были оставить на берегу.
В 2008 году началась подготовка к старту плавания ладьи «Русич» сквозь Индийский океан до Австралии, которая затянулась на два года. Местом базирования ладьи был выбран город Тольятти.

### Первый этап экспедиции
10 августа 2010 года ладья «Русич» отправилась в первый этап плавания из Тольятти, через Волгоград, по рекам Волга и Дон, через Чёрное, Мраморное, Средиземное, Красное моря, в Индийский океан, до берегов Индии. Команда ладьи планировала придерживаться маршрута великого русского первопроходца Афанасия Никитина, который первым из европейцев достиг Индии в XV веке.
Протяженность этого этапа должна была составить 12 500 км. Но пройти полностью запланированный маршрут дружине не удалось. Из-за непредвиденных обстоятельств и начала сезона осенних муссонов командор проекта Сергей Синельник принял решение прервать первый этап плавания на Аравийском полуострове.
2 ноября 2010 года ладья «Русич» была временно поднята из воды и поставлена на суше в порту Салала Султаната Оман.
Состав дружины ладьи, на маршруте от города Тольятти до порта Салала:
1. Коммандор Сергей Синельник
2. Шкипер Михаил Тигушкин
3. Боцман Илья Подгорных
4. Инженер-механик Сергей Муравицкий
5. Кок Геннадий Кривенко
6. Механик Андрей Букреев
7. Матрос Павел Матюхин
8. Матрос Алексей Аникин
9. Матрос Юрий Волков
10. Матрос Афанасий Маковнев

### Второй этап экспедиции
1 мая 2011 года ладья вышла из порта Салала (Султанат Оман) во второй этап плавания, который братья Синельники посвятили великому путешественнику XIX века, исследователю Н. Н. Миклухо-Маклаю. Ладья с дружиной из 9 человек прошла по маршруту Порт Салала (Султанат Оман) — Индия — Шри Ланка — Никобарские острова — Малайзия — Таиланд. 1 июня экспедиция вошла в малайзийский порт Лангкави.
В малайзийский порт вошёл следующий состав дружины:
1. Коммандор Сергей Синельник
2. Шкипер Михаил Тигушкин
3. Боцман Илья Подгорных
4. Инженер-механик Сергей Муравицкий
5. Кок Геннадий Кривенко
6. Художник Виталий Мельничук
7. Фотограф Павел Болдорев
8. Рулевой Виталий Цаликов
9. Рулевой Алексей Пилипенко

### Третий этап экспедиции
3 октября 2011 года стартовал третий этап плавания на древнеславянской ладье «Русич», из порта Сапун (Таиланд) сквозь Индийский океан до Австралии. 11 октября ладья пересекла экватор в Яванском море Индийского океана.
В третий завершающий этап этой экспедиции отправилось 7 путешественников:
1. Командор Сергей Синельник
2. Боцман Илья Подгорных
3. Инженер-механик Сергей Муравицкий
4. Кок Александр Буйвалюк
5. Старший матрос-рулевой Вадим Галицкий
6. Матрос-рулевой Алексей Романеев
7. Матрос-рулевой Вилен Деревянко

Финансовую поддержку экспедиции братьев Синельников на ладье «Русич» оказал известный мотопутешественник с Украины и личный юрист Игоря Коломойского Борис Филатов.
По итогам 2011 года экспедиция на древнеславянской ладье «Русич» через Индийский океан была признана «Лучшим экстремальным проектом» в СНГ.

## Планы
По завершении плавания к берегам Австралии братья Синельники планируют на основе накопленного опыта построить ещё несколько ладей подобного типа — создать древнеславянский флот.
На этих ладьях планируется совершить ряд северных морских путешествий, чтобы показать, что в X—XII веках ладьи древних славян могли доходить через Белое море вокруг Скандинавии до североевропейских государств, и далее через Гренландию — до Америки.
Братья Синельники планируют открыть музей Древней Руси под открытым небом — воссоздать быт и уклад жизни древних славян эпохи X—XII веков, домонгольского периода.